# ペンギンズpresents インスタクイーンTV
『ペンギンズ presents インスタクイーンTV』（ペンギンズプレゼンツ インスタクイーンティーヴィー）は、千葉テレビ放送（チバテレ）制作のバラエティ番組。通称「インスタ」。番組内では「インスタ撮影情報バラエティ」と称されている。
ペンギンズにとってはテレビ初の冠番組である。

## 概要
インスタグラムで絶大なフォロワーを持つ「インスタクイーン」。お笑いコンビ・ペンギンズの2人がそんな人気にあやかり、次代のインスタクイーンになるべく、インスタ映えする商品を使用し、学び、映える写真の撮り方を教わる番組。前述のようにペンギンズの冠番組であり、サブMC・まちむすめにとっても初のレギュラー番組となった。
多くの場合美容商品が紹介されるが、ペンギンズの2人はコントの鉄板ネタである「アニキと舎弟」の設定を貫いており、2人の中では「コント番組」という認識であるという。商品の専門家が出演してないこともあり、番組中『※個人の感想です』、『※個人差があります』、『※説明書をよくお読みください』などの注釈テロップが頻繁に出されている。

### 出演

#### メインMC
- ペンギンズ（アニキ、ノブオ）

初期はノブオが商品をプレゼンし、アニキが気に入るかどうかという体で始まっていたが、次第にノブオの役割は後述のインスタクイーンズに代わり、ともに査定役となった。おもにノブオが進行役。アニキは番組内でインスタグラムを開始しており、インスタクイーンを目指している。商品紹介終わりにはアニキがインスタ映えした商品写真が撮りたいと言い出し、ノブオが「俺はこれでもいいと思ってるけどな、アニキがいってるからな！」とインスタクイーンに写真披露を振るのがお約束。その後、アニキが「いい写真撮れたな、この写真持って（商品名）の会社行くぞ！」と締めるのがオチとなっている。

#### アシスタントMC
- まちむすめ（あゆ、ももみ）

アシスタント名義であるが、基本的にはMC同様のポジションで出演。紹介商品に美容商品が多いため、ペンギンズ2人よりトークを進めることもあり、ノブオからは「ガツガツしてる」「堂々しすぎてる」と言われている。オープニングには参加するが、エンディングはペンギンズとインスタクイーンズのみのトークとなっている。

#### インスタクイーンズ
商品のプレゼン役。週替わりで2名がプレゼン。
- 佐藤マクニッシュ怜子

クール系代表。
- 杏奈

アクティブ派代表。
- SHIHO

キュート派代表。

### 放送局と放送時間
当番組は基本的にはチバテレのみでの放送である。

#### 現在の放送局
| 放送対象地域 | 放送局                            | 系列   | 放送日時               | 備考 |
| ------------ | --------------------------------- | ------ | ---------------------- | ---- |
| 千葉県       | 千葉テレビ放送（チバテレ） 制作局 | 独立局 | 火曜 0時30分 - 1時00分 |      |

## スタッフ
- ナレーション：常住明里
- CAM：木川良弘、藤原昌弥
- 音声：川村良彦
- ロゴデザイン：松田ひかり
- 撮影協力：MAGARI
- 番組協力：AIホールディングス
- 制作：ユナイテッドメディア
- EXプロデューサー：立川光昭
- プロデューサー：大林健太郎
- アシスタントプロデューサー：細野潤一、常住幸三
- 総合ディレクター：杉山康彦
- 制作：チバテレ、エムコンサルティンググループ

## 音楽

### エンディングテーマ
- 「TinkerBell」April（制作：DSP media、発売元：WORLD FRIEND）